# Lineare Antwortfunktion
Eine lineare Antwortfunktion beschreibt den Zusammenhang („Vermittlung“) zwischen einer „Ursache“ und der durch sie hervorgerufenen „Wirkung“ in mathematischer Form. Dieser Zusammenhang ist sehr allgemein und gilt z. B. bei der Signalübertragung, speziell bei der Übertragung von Radiotexten oder Fernsehbildern bzw. Video-Signalen durch elektromagnetische Wellen. Die betroffenen Fachwissenschaften sind u. a. Mathematik und Informatik sowie alle Natur- und Ingenieurwissenschaften. In den jeweiligen Wissenschaften existieren alternative Namen für jeweils mathematisch ein und dieselbe „Vermittlungsfunktion“: z. B. magnetische Suszeptibilität in der Elektrodynamik, Greensche Funktionen in Mathematik und Physik, Impedanz in der Elektrizitätslehre usw.

## Mathematische Definition
- Der „Input“ („die Ursache“) eines Systems sei mathematisch durch die zeitabhängige Funktion {\displaystyle h(t)} beschrieben, z. B. eine Kraftkomponente oder eine sonstige physikalische Größe.
- Der „Response“ des betrachteten Systems („die Antwort“ bzw. „die Wirkung“) sei die Größe {\displaystyle x(t)} (z. B. eine neue Ortsfunktion). Der Wert dieser Größe wird im Allgemeinen nicht nur vom gegenwärtigen Wert der Größe {\displaystyle h(t)} abhängen, sondern auch von früheren Werten {\displaystyle h(t')}. Aus Kausalitätsgründen muss aber t'  kleiner sein als der Endpunkt t der Beeinflussung, weil die Ursache der Wirkung vorangehen muss. {\displaystyle x(t)} ist daher eine gewichtete Summe aller früheren Werte der Größe {\displaystyle h(t')}, mit Gewichtsfaktoren, die durch die Intervallgröße dt' und durch eine Responsefunktion {\displaystyle \chi (t-t')} gegeben sind:

{\displaystyle x(t)=\int _{-\infty }^{t}dt'\,\chi (t-t')\,h(t')\,+\dots }
Dabei wurde die lineare Näherung benutzt, was durch die drei Punkte angedeutet ist, d. h., dass höhere Potenzen von h(t') vernachlässigt wurden.
Die Form der „Responsefunktion“ {\displaystyle \chi (t-t')} wird an dieser Stelle nicht benötigt. Wichtig ist nur noch, dass wegen der Homogenität der Variablen Zeit die Antwortfunktionen nicht separat von t und t'  abhängen können, sondern nur von der Differenz {\displaystyle t-t'}.
Wenn man über die lineare Näherung hinausgehen muss, erhält man stattdessen eine sog. Volterra-Reihe für den vollen nichtlinearen Response.
Die Fourier-Transformierte {\displaystyle {\tilde {\chi }}(\omega )} der Linearen Antwortfunktion ist sehr nützlich: Sie beschreibt den „Output“ des Systems für den Fall, dass der Input eine Sinus-Welle ist, {\displaystyle h(t)=h_{0}\cdot \sin(\omega t),} mit Frequenz {\displaystyle \omega :}
{\displaystyle x(t)=|{\tilde {\chi }}(\omega )|\cdot h_{0}\cdot \sin(\omega t+\alpha (\omega ))\,,}
mit dem Verstärkungsfaktor {\displaystyle |{\tilde {\chi }}(\omega )|} und der Phasenverschiebung {\displaystyle \alpha (\omega ).}.

## Beispiel
Für ein schwach gedämpftes angetriebenes Schwingungssystem, den gedämpften harmonischen Oszillator, mit einem Input {\displaystyle h(t)=\{\cos(\omega t)+\mathrm {i} \sin(\omega t)\}}, mit {\displaystyle \mathrm {i} } als die imaginäre Einheit, gilt die folgende Bewegungsgleichung:
{\displaystyle {\ddot {x}}(t)+\gamma {\dot {x}}(t)+\omega _{0}^{2}x(t)=h(t).\,}
Die Fourier-Transformierte der Linearen-Response-Funktion ist:
{\displaystyle {\tilde {\chi }}(\omega )={\frac {{\tilde {x}}(\omega )}{{\tilde {h}}(\omega )}}={\frac {1}{\omega _{0}^{2}-\omega ^{2}+\mathrm {i} \gamma \omega }}.\,}
Der Verstärkungsfaktor ist erneut der Betrag des Resultats, und aus dem Verhältnis von Imaginär- zu Realteil ergibt sich die Phasenfunktion {\displaystyle \alpha (\omega ).}
Bei genauer Analyse zeigt sich, dass die Fourier-Transformierte {\displaystyle {\tilde {\chi }}(\omega )} bei hinreichend kleinem {\displaystyle \gamma } ein sehr scharfes Maximum bei der Frequenz {\displaystyle \omega \approx \omega _{0}} besitzt („Resonanz“). Die Breite {\displaystyle \Delta \omega } dieses Peaks ist gering im Vergleich zu {\displaystyle \omega _{0}}. Das Verhältnis {\displaystyle \omega _{0}/\Delta \omega } wird als „Güte“ der Resonanz bezeichnet und kann mehrere Zehnerpotenzen betragen.
Die lineare Antwortfunktion eines harmonischen Oszillators ist mathematisch identisch zu der eines elektrischen RLC-Schwingkreises in Reihenschaltung.

## Ergänzung
Im Kontext der Quantenstatistik stammt eine grundlegende Beziehung zur Linearen-Response-Theorie, die Kubo-Formel, von dem japanischen Physiker Ryōgo Kubo. Dabei zeigt sich im allgemeinen Fall, dass Real- und Imaginärteil der Fouriertransformierten der Suszeptibilität, also von {\displaystyle {\tilde {\chi }}(\omega ),} keine gesonderte Information in sich tragen, da sie nicht voneinander unabhängig sind. Sie hängen vielmehr durch Kramers-Kronig-Beziehungen zusammen, einen Spezialfall der Hilbert-Transformation. Man hat es mit ungewöhnlichen meromorphen Funktionen zu tun, die – wie beim gedämpften harmonischen Oszillator – Polstellen ausschließlich in der unteren komplexen Halbebene besitzen.